# Café de París (Montecarlo)
El Café de Paris (en francés: Café de Paris) es un café restaurante histórico de estilo Belle Époque del siglo XX y casino, al lado del casino de Montecarlo, la plaza del Casino, frente al Hôtel de Paris en el principado de Mónaco.
Fundado en 1868, establecido Montecarlo junto con su casino y junto con el Hôtel de Paris por François Blanc y el príncipe Carlos III de Mónaco, se llamaba originalmente Café Divan. Fue transformado varias veces hasta la década de 1930 y renovado en 1988 en estilo Belle Époque como en los viejos bistrós parisinos.
El casino cuenta con salas de más de 13 000 metros cuadrados de juegos en un entorno inspirado en el Gran Premio de Mónaco, con historia, con más de 450 máquinas tragamonedas, video póker, ruleta americana, etc.